# Качулата хавайска цветарница
Качулатите хавайски цветарници (Palmeria dolei), наричани също акохекохе, са вид птици от семейство Чинкови (Fringillidae), единствен представител на род Palmeria.
Срещат се само във влажните планински гори на остров Мауи, най-вече между 1300 и 2200 метра надморска височина по наветрените склонове на вулкана Халеакала. С дължина 17 – 18 сантиметра те са най-едрите хавайски цветарници на острова. Хранят се главно с нектар от цветовете на Metrosideros polymorpha, при недостиг на храна също с насекоми, плодове и нектар на други растения.